# اعلام وصول استیضاح دونالد ترامپ
استعلام استیضاح دونالد ترامپ (به انگلیسی: Impeachment inquiry against Donald Trump) را در ۲۴ سپتامبر ۲۰۱۹ نانسی پلوسی، رئیس مجلس نمایندگان آمریکا و رهبر اکثریت حزب دموکرات در این مجلس در تلویزیون اعلام کرد.
استیضاح دونالد ترامپ به علت شکایت یک مقام اطلاعاتی آمریکا در مورد سوء استفادهٔ او از قدرت استعلام شده‌است. این شکایت به مکالمهٔ تلفنی ترامپ با ولودیمیر زلنسکی رئیس‌جمهور اوکراین اشاره دارد. طی آن گفتگو ترامپ از زیلنسکی خواسته بود تا احتمال فساد اقتصادی پسر جو بایدن (سناتور دمکرات و معاون باراک اوباما) را پیگیری کند و در مقابل، وعدهٔ افزایش کمک نظامی به اوکراین را داده بود. پسر جو بایدن پیش‌تر برای یک شرکت انرژی در اوکراین کار می‌کرده‌است. جو بایدن یکی از داوطلبان اصلی برای انتخابات ۲۰۲۰ آمریکا است و این شکایت ترامپ را متهم کرده که از قدرت خود سوءاستفاده کرده تا یک کشور خارجی را به مداخله در انتخابات ۲۰۲۰ فرابخواند.
ترامپ این اتهام را نیز مانند اتهام دخالت روسیه در انتخابات ریاست جمهوری سال ۲۰۱۶ «کارزاری رسانه‌ای» علیه خود دانسته و افشاگر این مکالمه را «تقریباً مانند یک جاسوسی» خطاب کرده‌است. در صورت برکناری ترامپ از مقامش، تا پایان دوره چهار ساله او (۲۰ ژانویه ۲۰۲۱)، معاون او، مایک پنس رئیس‌جمهور آمریکا خواهد بود.

## جدول زمانی
- ۳ مهر ۱۳۹۸: نانسی پلوسی، رئیس مجلس نمایندگان آمریکا دستور آغاز تحقیقات رسمی استیضاح ترامپ را در تلویزیون اعلام کرد.[۱]
- ۵ مهر: مأمور سیا، افشاگری بوده‌است که شکایت او باعث به جریان افتادن طرح استیضاح دونالد ترامپ شد.[۵]
- ۹ مهر: وکیل دونالد ترامپ به کنگره احضار شد.[۶]
- ۱۵ مهر: ترامپ از نخست‌وزیر استرالیا کمک خواست.[۷]
- ۳ آبان: بیل تیلور، دیپلمات ارشد آمریکایی در اوکراین، به کنگره گفت که بولتون از تماس بین ترامپ و ولادیمیر زیلنسکی ابراز نگرانی کرده‌است.[۸]
- ۸ آبان جان بولتون مشاور امنیت ملی سابق آمریکا برای ادای شهادت در تحقیقات استیضاح ترامپ به کنگره احضار شد.[۹]
- ۱۷ آبان وکیل اوکراینی مسول پرونده ترامپ در نامه ای خواستار توقف اتهام زنی‌ها به وی شده‌است.[۱۰]
- ۱۹ آبان ترامپ گفت گزارش تماس دوم با ریاست جمهوری اوکراین را کاملاً نشر خواهد داد.[۱۱]
- ۲۰ آبان مجلس نمایندگان ۲۶۷۷ صفحه اظهارات مقدماتی را منتشر کرده‌است که مربوط به ۸ شاهدی است که در کمیته اطلاعات حضور داشتند و نشان می‌دهد که شواهدی از مدیریت وکیل شخصی رئیس‌جمهور ترامپ، رودی جولیانی بر فعالیت‌های در خارج از مجرای دیپلماتیک منظم که در اوکراین مرسوم است انجام شده‌است.[۱۲]
  - ۸:۰۰شب- همزمان با سخنرانی ترامپ در نیویورک مخالفان وی نیز به تظاهرات پرداختند[۱۳]
- ۲۱ آبان یک مقام پنتاگون متن جلسه استماع و شهادت «لائورا کوپر» معاون وزیر دفاع این کشور را منتشر کرد. کوپر همچنین گفت که ترامپ برای تعلیق ارسال کمک‌ها به اوکراین حتی کنگره را هم در جریان نگذاشته و این در حالی است که ملزم به چنین کاری بوده‌است.[۱۴]
- ۲۳ آبان دونالد ترامپ از سفیر خود در شورای اروپا خواست توضیحات تکمیلی دربارهٔ روند پیشرفت پروندهٔ اوکراین ارائه کند.[۱۵]
  - نخستین جلسه استماع علنی برای پیشبرد تحقیقات استیضاح «دونالد ترامپ» با حضور اعضای کمیته امور اطلاعاتی مجلس نمایندگان آمریکا و شاهدان دعوت‌شده به این جلسه برگزار شد.[۱۶]
- ۱ آذر فیونا هیل هیل کارشناس امنیت ملی مسایل روسیه در شورای امنیت از جمهوریخواهان به دلیل تبلیغ «روایت داستانی» انتقاد کرد که گویا اوکراین به جای روسیه در انتخابات ۲۰۱۶ دخالت کرده‌است، وی ادعا کرده که روسیه این تئوری را کاشته‌است و بازی در دست آن‌ها است.[۱۷]
- ۱۴ آذر نانسی پلوسی رئیس مجلس نمایندگان ایالات متحده روز پنجشنبه ۵ دسامبر از کمیته قضایی این مجلس خواست تا مراحل استیضاح دونالد ترامپ را به جریان بیندازد.[۱۸]